# Sam Bachman
Sam Bachman (Indianapolis, Indiana, 30 de septiembre de 1999) es un jugador profesional estadounidense de béisbol que se desempeña en la posición de lanzador en Los Angeles Angels, equipo de las Grandes Ligas de Béisbol (MLB).

## Carrera
Fue seleccionado en la primera ronda en el Draft de la MLB de 2021. En 2023 hizo su debut profesional con el equipo Los Angeles Angels, donde lleva jugando una temporada.